# کازادی اموامبا
کازادی اموامبا (انگلیسی: Kazadi Mwamba; ۶ مارس ۱۹۴۷ – ۱۹۹۸) بازیکن فوتبال اهل جمهوری دموکراتیک کنگو بود.
از باشگاه‌هایی که در آن بازی کرده‌است می‌توان به باشگاه فوتبال تی‌پی مازمبه اشاره کرد.
وی همچنین در تیم ملی فوتبال زئیر بازی کرده‌است.